# Ronnie McKinnon
Ronnie McKinnon (20. srpna 1940 Glasgow – 17. září 2023) byl skotský fotbalista, obránce. 

## Fotbalová kariéra
Hrál skotskou ligu za Glasgow Rangers, nastoupil ve 300 ligových utkáních a dal 1 gól. S Rangers získal tři mistrovské tituly a čtyřikrát vyhrál Scottish Cup. V Poháru mistrů evropských zemí nastoupil v 9 utkáních a dal 1 gól, v Poháru vítězů pohárů nastoupil ve 20 utkáních a v roce 1972 pohár s Rangers vyhrál a ve Veletržním poháru nastoupil v 16 utkáních. Za reprezentaci Skotska nastoupil v letech 1965–1971 ve 28 utkáních a dal 1 gól.

## Ligová bilance
| Ročník                    | Zápasy | Góly | Klub            |
| ------------------------- | ------ | ---- | --------------- |
| 1. skotská liga 1960/1961 | 2      | 0    | Glasgow Rangers |
| 1. skotská liga 1961/1962 | 6      | 0    | Glasgow Rangers |
| 1. skotská liga 1962/1963 | 32     | 0    | Glasgow Rangers |
| 1. skotská liga 1963/1964 | 31     | 0    | Glasgow Rangers |
| 1. skotská liga 1964/1965 | 34     | 0    | Glasgow Rangers |
| 1. skotská liga 1965/1966 | 33     | 0    | Glasgow Rangers |
| 1. skotská liga 1966/1967 | 31     | 1    | Glasgow Rangers |
| 1. skotská liga 1967/1968 | 34     | 0    | Glasgow Rangers |
| 1. skotská liga 1968/1969 | 28     | 0    | Glasgow Rangers |
| 1. skotská liga 1969/1970 | 30     | 0    | Glasgow Rangers |
| 1. skotská liga 1970/1971 | 32     | 0    | Glasgow Rangers |
| 1. skotská liga 1971/1972 | 7      | 0    | Glasgow Rangers |
| CELKEM 1. skotská liga    | 300    | 1    |                 |